# Inoffizielle Ringer-Europameisterschaften 1914
Die „inoffiziellen“ Ringer-Europameisterschaften 1914 fanden Ende Mai in Wien statt. Das Turnier wurde im griechisch-römischen Stil ausgetragen.

## Ergebnisse
| Klasse   | Gold              | Silber           | Bronze         |
| -------- | ----------------- | ---------------- | -------------- |
| -60 kg   | Miklos Breznotics | Georg Gerstacker | Andras Szoszky |
| -67,5 kg | Volmari Vikström  | Lajos Ohrenstein | Ernö Markus    |
| -75 kg   | Gyula Ruzicska    | August Jokinen   | Josef Dostál   |
| -82,5 kg | Ivar Böhling      | Alois Toduschek  | Franz Kawan    |
| +82,5 kg | Josef Brosch      | Tibor Fischer    | Franz Wagner   |

## Medaillenspiegel
| Rang | Land                    | Gold | Silber | Bronze |
| ---- | ----------------------- | ---- | ------ | ------ |
| 1    | Ungarn                  | 2    | 2      | 2      |
| 2    | Großfürstentum Finnland | 2    | 1      | 0      |
| 3    | Österreich              | 1    | 1      | 2      |
| 4    | Deutsches Reich         | 0    | 1      | 0      |
| 5    | Böhmen                  | 0    | 0      | 1      |